# Espadaña
|  | Per a altres significats, vegeu «Espadaña (revista)». |

Espadaña és un municipi de la província de Salamanca a la comunitat autònoma de Castella i Lleó. Limita al nord amb Puertas, a l'est amb Tremedal de Tormes i Villar de Peralonso, al sud amb Cipérez i Peralejos de Arriba i a l'oest amb Villarmuerto.
| 1991 | 1996 | 2001 | 2004 |
| ---- | ---- | ---- | ---- |
| 70   | 58   | 38   | 47   |